# Crocanthes
Crocanthes là một chi bướm đêm thuộc họ Lecithoceridae.

## Các loài
- Crocanthes acroxantha Lower, 1896
- Crocanthes characotis Meyrick, 1916
- Crocanthes chordotona Meyrick, 1916
- Crocanthes diula Meyrick, 1904
- Crocanthes doliopa Meyrick, 1921
- Crocanthes epitherma Lower, 1896
- Crocanthes glycina Meyrick, 1904
- Crocanthes halurga Meyrick, 1904
- Crocanthes micradelpha (Lower, 1897)
- Crocanthes pancala (Turner, 1919)
- Crocanthes perigrapta Meyrick, 1904
- Crocanthes prasinopis Meyrick, 1886
- Crocanthes sidonia Meyrick, 1910
- Crocanthes thermobapta Lower, 1920
- Crocanthes thiomorpha Turner, 1933
- Crocanthes trizona Lower, 1916
- Crocanthes venustula Turner, 1933
- Crocanthes zonias Meyrick, 1904
- Crocanthes zonodesma Lower, 1900